# Pseudomallada handschini
Pseudomallada handschini is een insect uit de familie van de gaasvliegen (Chrysopidae), die tot de orde netvleugeligen (Neuroptera) behoort. De diersoort komt voor in Zimbabwe.
Pseudomallada handschini is voor het eerst wetenschappelijk beschreven door Navás in 1929.